# Portugal na Idade Média
O Reino de Portugal foi fundado a partir do Condado Portucalense, em 1130, governado pelo Dinastia Afonsina, ou de Borgonha.
Durante os séculos XII e XIII, a sua história é principalmente de reconquista gradual do território a partir de vários pequenos principados Muçulmanos (taifas) do período.
Este processo ficou praticamente completo no reinado de Afonso III de Portugal, o primeiro a reivindicar o título de Rei de Portugal e dos Algarves. A história de Portugal desde a morte de Afonso III, em 1279, ao início do Império Português, em 1415, inclui a Crise de Sucessão de 1383-1385 e a transição da Dinastia de Borgonha para a Dinastia de Avis.

## Origem
No final do século XI, os cruzados vieram de todas as partes da Europa para ajudar os Reis de Leão, Castela e Aragão, na luta de reconquista contra os mouros. Um destes cruzados foi Henrique de Borgonha, que em 1095, casou com Teresa de Leão, filha ilegítima de Afonso VI de Leão. O Condado Portucalense foi incluído no dote de Teresa. O Conde Henrique governou o Condado Portucalense como um vassalo de Afonso VI, cujas fronteiras garantiram qualquer ataque súbito mouro. Mas em 1109 Afonso VI morreu, deixando todos os seus territórios à sua filha legítima, D. Urraca de Castela. O Conde Henrique, invadiu o Reino de Leão, na esperança de adicioná-lo aos seus próprios domínios em detrimento do seu suserano.
Após três anos de guerra contra D. Urraca e outros pretendentes rivais ao trono de Castela, o Conde Henrique morreu em 1112, deixando D. Teresa viúva, a governar Portugal ( desde o Mondego ao Minho) durante a menoridade do seu filho Afonso. A sul do Mondego, os mouros permaneceram durante este período.
Teresa renovada da luta contra a sua meia-irmã Urraca em 1116-1117, e novamente em 1120; em 1121 foi assediada em Lanhoso e capturada. Mas a paz foi negociada pelos arcebispos Diogo Gelmires de Santiago de Compostela e Burdino de Braga, clérigos rivais cujas riquezas e recursos militares permitiu-lhes ditar os termos. Amargo ciúme existia entre os dois prelados, cada um alegando ser primaz "de toda a Hispânia", e o seu antagonismo tinha alguma importância histórica, na medida em que favoreceu o crescimento de tendências separatistas entre os portugueses. Mas a discussão foi suspensa temporariamente porque ambos, praticamente príncipes dentro de seus territórios, tinham razões para temer a autoridade de Urraca. Ficou combinado que Teresa devia ser libertada e devia continuar a manter o Condado de Portugal como um feudo de Leão. Durante os seguintes cinco anos, ela acumulou riquezas e títulos com o seu amante de Fernando Peres, conde de Trava, afastando o seu filho, o arcebispo de Braga e os nobres.
Enquanto isso, D. Afonso Henriques (que significa "Afonso, filho de Henrique") prospera. O menino, provavelmente nascido por volta de 1109, seguiu o seu pai como Conde de Portugal em 1112, sob a tutela de sua mãe. As relações entre D. Teresa e D. Afonso foram hostis. Aos onze anos de idade, Afonso já tinha as suas próprias ideias políticas, muito diferentes das de sua mãe. Em 1120, o jovem príncipe aliou-se ao arcebispo de Braga, um inimigo político de Teresa, e ambos foram exilados por suas ordens. Afonso passou os próximos anos longe do seu próprio país, sob a tutela do bispo. Em 1122 Afonso tornou-se maior idade (aos catorze anos, no século XII). Auto-proclamou-se cavaleiro por na Catedral de Zamora, criou um exército, e passou a controlar as suas terras. Na Batalha de São Mamede (1128), perto de Guimarães, ele venceu as tropas sob o comando do amante e aliado de sua mãe e aliado, o Conde Fernando Peres de Trava da Galiza, fazendo dele seu prisioneiro e exilou-o para sempre num mosteiro em Leão. Teresa morreu em 1130. Assim, Afonso tornar-se único governante (Duque de Portugal), depois de demandas para a independência das pessoas, igreja e nobres do condado. Também venceu Afonso VII de Leão e Castela, seu suserano, e assim libertou o condado da Coroa de Leão. A 6 de abril de 1129, Afonso Henriques ditou o acto em que se auto-proclama Príncipe de Portugal.
Afonso, de seguida, virou as armas contra os mouros, a sul. A sua campanha foi bem sucedida e, a 25 de julho de 1139, obteve uma vitória esmagadora na Batalha de Ourique, e logo depois por unanimidade foi proclamado Rei de Portugal pelos seus soldados. Isso significava que Portugal deixou de ser um condado vassalo de Leão, passou a um Reino independente em seu próprio direito. Que ele convocou a primeira assembleia do estado em Lamego (onde lhe teria sido dado a coroa pelo Arcebispo de Braga, para confirmar a independência) é, provavelmente, embelezamento da história portuguesa do século XVII.
A independência, no entanto, não era uma coisa que a terra poderia escolher por conta própria. Portugal ainda tinha de ser reconhecido pelas terras vizinhas e, sobretudo, pela Igreja Católica Romana e pelo Papa. Afonso desposou D. Mafalda de Sabóia, filha do Conde Amadeu III de Saboia, e enviou Embaixadores a Roma para negociar com o Papa. Em Portugal, construiu diversos mosteiros e conventos e deu importantes privilégios às ordens religiosas. Em 1143, escreveu ao Papa Inocêncio II para declarar-se servo da Igreja, bem como o seu reino, jurando expulsar os mouros para fora da Península Ibérica. Ignorando qualquer Rei de Castela ou de Leão, Afonso declarou-se vassalo directo do Papado. Assim, Afonso continuou a distinguir-se pelas suas façanhas contra os mouros, a quem tomou Santarém e Lisboa em 1147. Também conquistou uma importante parte das terras a sul do Rio Tejo, embora este tenha sido perdido outra vez aos mouros nos anos seguintes.
Enquanto isso, o Rei Afonso VII de Leão (primo de Afonso Henriques) considerou o governante Portugal independente, mas como um rebelde. O conflito entre os dois foi constante e amargo nos anos seguintes. Afonso envolveu-se numa guerra, tomando o lado de do rei aragonês, inimigo de Afonso VII. Para garantir a aliança, o seu filho Sancho estava noivo de Dulce, irmã do Conde de Barcelona, e princesa de Aragão. Finalmente, em 1143, com o Tratado de Zamora foi estabelecida a paz entre os primos e o reconhecimento, por parte do Reino de Leão, que Portugal era um reino independente.
Afonso esteve ocupado, quase incessante mente, numa luta para delimitar as fronteiras com seus vizinhos mouros e cristãos. Doze anos de campanha fronteira galega foram concluídos em 1143 pelo Tratado de Zamora, em que Afonso foi reconhecido como independente de qualquer outro suberano Ibérico, embora ele prometesse ser um fiel vassalo do Papa e a pagar-lhe um tributo anual de quatro onças de ouro. Em 1167, no entanto, a guerra foi renovado. Afonso conseguiu conquistar parte da Galiza, mas na tentativa de capturar a fortaleza fronteiriça de Badajoz, ele foi ferido e forçado a entregar a Fernando II de Leão (1169). Fernando era o seu genro e provavelmente estava disposto a clemência pela iminência de uma invasão árabe em que Portugal poderia tornar-se uma assistência útil. Afonso, portanto, foi libertado sob a promessa de abandonar todas as suas conquistas na Galiza.
Em 1179 os privilégios e favores dado à Igreja Católica Romana foram compensados. Na bula  Manifestis Probatum, o Papa Alexandre III reconheceu D. Afonso como Rei de Portugal, com uma terra independente com o direito de conquistar terras aos mouros. Com esta bênção papal, Portugal foi protegido como um país e estava a salvo de qualquer tentativas de anexação leonesa.
Em 1184, apesar da sua idade, o Rei D. Afonso I de Portugal ainda tinha energia suficiente para salvar o seu filho Sancho, que foi cercado em Santarém pelos mouros. D. Afonso Henriques morreu pouco depois, a 6 de dezembro de 1185.

## Reconquista em Portugal

Portugal e a Península Ibérica em 1157

Afonso já tinha ganho várias batalhas aos mouros. No início do seu reinado, o fervor religioso, que tinha apoiado a Dinastia Almorávida rapidamente foi se desvanecendo; em Portugal, existiram chefes mouros independentes que governaram cidades e pequenos taifas, ignorando o governo central; em África, os Almóadas estavam a destruir o poder remanescente dos almorávidas. Afonso aproveitou essas dissensões para invadir o Alentejo, com a ajuda dos Templários e dos Hospitalários, cuja respectiva sede era cidade de Tomar e Soure.
A 25 de julho de 1139, derrotou os mouros nas planícies de Ourique, no Alentejo. A Lenda tem ampliado a vitória de de 200.000 Muçulmanos em cinco reis; mas a batalha estava longe de ser decisiva, pois em 1140 os mouros foram capazes de dominar a fortaleza de Leiria, construída por Afonso em 1135, como um posto avançado para a defesa de Coimbra, a sua capital. Em 114? eles derrotaram os Templários em Soure. Mas a 15 de Março de 1147, Afonso invadiu a fortaleza de Santarém, e ao mesmo tempo uma armada de cruzados  com destino à Palestina, desembarcou no Porto a 16 de junho de 1147, e ofereceu-se para o iminente cerco de Lisboa. Entre eles estavam muitos Ingleses, Alemães e Flamengos, que foram posteriormente induzida a estabelecer-se em Portugal. Auxiliado por esses poderosos aliados, Afonso conquistou Lisboa em 24 de outubro de 1147.
Essa foi a maior conquista militar do seu reinado. As guarnições mouras de Palmela, Sintra e Almada logo capitularam, e em 1158 Alcácer do Sal, um dos principais centros do comércio mouro, foi levado pela tempestade. Nesta época, no entanto, os Almóadas haviam triunfado em África e invadiram a Península, onde foram capazes de verificar a reconquista portuguesa, embora isoladas bandas dos cruzados conseguiram estabelecer-se em várias cidades do Alentejo. O mais famoso destes aventureiros foi Geraldo Sem Pavor ("Gerald o Destemido"), que capturou Évora em 1165.
Em 1171 Afonso concluiu sete anos de trégua com os mouros; enfraquecido pela sua ferida e pela idade, não podia mais entrar em campo, e quando a guerra começou de novo, delegou a chefia do comando ao seu filho D. Sancho. Entre 1179 e 1184, os mouros conseguiram recuperar muitas das suas perdas no Alentejo, mas não foram capazes de retomar Santarém e Lisboa. Em 1179, através da bula Manifestis Probatum, o Papa Alexandre III reconheceu Portugal como uma nação independente e D. Afonso e os seus herdeiros, como legítimos Reis Afonso morreu no dia 6 de dezembro de 1185. Ele tinha conseguido para Portugal o status e o nome de um reino independente, e tinha estendido a sua fronteira do sul do Mondego, ao sul do Tejo. Estabeleceu os alicerces da sua marinha e fortaleceu o sistema de cooperação entre a Coroa e as ordens militares, que depois provou ser de incalculável serviço no transporte marítimo e colonial da nação.
D. Sancho I continuou a guerra contra os mouros, com diferentes desfechos. Em 1189, ganhou Silves, em seguida, a capital do Algarve; em 1192 perdeu não só o Algarve, como uma grande parte do Alentejo, incluindo Alcácer do Sal, para os Almóadas. A paz foi negociada.
Nos oito anos seguintes, Sancho foi envolvido em hostilidades contra Afonso IX de Leão. Os motivos e o curso desta luta indecisa são obscuras. Terminou em 1201, e a última década de reinado de Sancho foi um período de reforma pacífica, que fez com que rei adquirisse o nome popular de o Povoador, "o Populator".
Concedeu forais a muitas cidades, legalizando o sistema de auto-governo que os Romanos tinham deixado aos Visigodos e os mouros haviam mantido ou melhorado. Lisboa já tinha (1179) recebido um foral de Afonso I. Sancho I esforçou-se por promover a imigração e a agricultura, através da concessão de fazendas para as ordens militares e municípios em condição de que os ocupantes deviam cultivar, ou colonizar as suas terras. No final do seu reinado, envolveu-se numa disputa com o Papa Inocêncio III. Insistiu que os sacerdotes deviam acompanhar os seus rebanhos (paroquianos) no campo de batalha, fê-los passíveis da jurisdição secular, reteve o tributo devido para Roma e afirmou o direito de dispor dos bens eclesiásticos. Finalmente ele brigou com Martinho Rodrigues, o impopular bispo do Porto, que foi cercado por cinco meses no seu palácio e, em seguida, forçado a buscar reparação em Roma (1209). Como Sancho estava de fraca saúde e não tinha meios de resistir à pressão Papal, ele fez submissão total (1210); e após a concessão de grandes propriedades rurais aos seus filhos e filhas, retirou-se para o mosteiro de Alcobaça, onde morreu em Março de 1211.

## D. Afonso II
O reinado de Afonso II, "o Gordo" notável pela primeira reunião das Cortes Portuguesas, onde os superiores Hierárquicos da Igreja e os nobres (fidalgos e homens ricos) eram convocados pelo decreto real. O rei (1211-1223), não era guerreiro, mas em 1212 um contingente português ajudou os Castelhanos para derrotar os mouros em Las Navas de Tolosa, e em 1217, os ministros, bispos e capitães do reino, reforçado por cruzados estrangeiros, retomaram a Alcácer do Sal.
Afonso II repudiou a vontade do seu pai,  e recusou-se a entregar os bens deixados aos seus irmãos, que foram para o exílio, e só legou as propriedades para as suas irmãs depois de uma prolongada guerra civil em que Afonso IX de Leão tomou parte contra ele. As suas tentativas para fortalecer a monarquia e encher o tesouro, em detrimento da Igreja, resultou na sua excomunhão pelo Papa Honório III, e Portugal manteve-se sob interdição até que Afonso II morreu, em 25 de Março de 1223.

## D. Sancho II
D. Sancho II sucedeu com treze anos. Para garantir a remoção da interdição dos principais estadistas que foram identificados com a política de seu pai, Gonçalo Mendes, o chanceler, Pedro Annes, mordomo-mor, e Vicente, reitor de Lisboa, demitiram-se de seus encargos. Estêvão Soares, arcebispo de Braga, colocou-se na frente dos nobres e clérigos, que ameaçaram usurpar o poder real durante a minoria de Sancho II, e negociou uma aliança com Afonso IX, pelo qual ficou combinado que os portugueses deviam atacar Elvas, os Castelhanos de Badajoz.
Elvas foi tomada aos mouros em 1226, e em 1227, Sancho assumiu o controlo do reino. Reintegrou Pedro Annes, fez Vicente chanceler, e nomeou Martim Annes alferes-mor, isto é, chefe militar oficial. Continuou a cruzada contra os mouros, que foram expulsos dos seus últimos redutos, no Alentejo, e em 1239-1244, depois de uma disputa com Roma, que uma vez mais, terminou com a imposição de um interdito e a submissão do governante português, teve muitos sucessos no Algarve. Mas a sua carreira de conquista foi travada por uma revolução (1245), onde o seu casamento com uma senhora Castelhana, Mécia Lopes de Haro, serviu de pretexto.
A legitimidade da união tem sido questionada, por motivos que parecem insuficientes; mas não há dúvidas da sua impopularidade. Os bispos, ressentindo o favor mostrado por Sancho aos ministros anticlericais do seu pai, aproveitaram esta impopularidade para organizar a rebelião. Encontraram um líder no irmão de Sancho, Afonso, Conde de Bolonha, que detinha este título devido ao casamento com Matilde II, Condessa de Bolonha. O papa emitiu uma bula de deposição a favor de Afonso, que chegou a Lisboa em 1246; e depois de uma guerra civil, com a duração de dois anos, Sancho II retirou-se para Toledo, onde morreu em janeiro de 1248.

## Afonso III
Um dos primeiros atos do usurpador, e um dos mais importantes, foi a abandonar os títulos semi-eclesiásticos de visitante (visitador) ou defensor (curador) do reino, e a proclamar-se rei. Até então a posição da monarquia tinha sido precária; como em Aragão, os nobres e a igreja tinha exercido um grande controlo a sua cabeça, e apesar de que seria pedantismo para enfatizar a importância do título real, a sua pretensão marca definitiva uma etapa na evolução de um sistema nacional de monarquia e de um governo centralizado.
A segunda fase foi alcançada logo após a conquista do Algarve, o último reduto dos mouros. Isso trouxe  a raiva de Afonso X de Castela, o Sábio, que alegou a suserania sobre o Algarve. A guerra que se seguiu foi encerrada por Afonso III, consentindo o casamento com Beatriz de Castela (1242–1303), filha ilegítima de Afonso X, e o mantimento do Algarve como um feudo do reino de Castela. A celebração do seu casamento, enquanto Matilde, Condessa de Bolonha, a primeira esposa de D. Afonso III, ainda estava viva, implicou a imposição de um interdito sobre o reino. Em 1254 Afonso III convocou as cortes de Leiria, onde os chefes das cidades foram representados, assim como os nobres e o clero.
Fortificado pelo seu apoio, o rei recusou-se a submeter-se a Roma. Nas cortes de Coimbra (1261), ele ainda reforçou a sua posição, conciliando os representantes das cidades, que denunciaram o problema da cunhagem de moedas, e, reconhecendo que a tributação não pode ser imposta sem o consentimento das cortes. O clero sofreu mais do que os leigos sobre uma prolongada interdição, e em 1262, o Papa Urbano IV legalizou o casamento disputado e legitimou Dinis (futuro rei D. Dinis), o filho mais velho do Rei. Assim terminou a competição pela supremacia entre a Igreja e a Coroa.
A monarquia deveu o seu triunfo ao seu campeonato de interesses nacionais, ao apoio dos municípios e das ordens militares, e ao prestígio alcançado pelos exércitos reais nas guerras Mouras e Castelhanas. Em 1263, Afonso X, renunciou a sua reclamação de suserania sobre o Reino do Algarve. Lisboa foi reconhecida como a capital do Reino. Afonso III continuou a reinar, até sua morte, a 16 de fevereiro de 1279, mas a paz de seus últimos anos, foi quebrada com a rebelião (1277-1279) de D. Dinis.

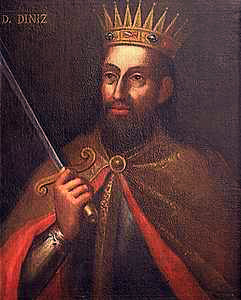
Rei D. Dinis I de Portugal.

## Dinis I
Os principais problemas que agora a monarquia enfrentava, já não eram militares, mas sociais, económicos e constitucionais. O reinado de Dinis não foi um período ininterrupto de paz. No início a sua legitimidade foi contestada pelo seu irmão D. Afonso, e por uma breve guerra civil que se seguiu. As hostilidades entre Portugal e os reinos unidos de Leão e Castela foram encerradas em 1297, pelo Tratado da aliança, de acordo com o qual, Fernando IV de Castela, casou com D. Constança, filha de D. Dinis, e Afonso, filho de Dinis, casou com Beatriz de Castela, filha de Sancho IV de Leão e Castela. Mais um surto de guerra civil entre o rei e o herdeiro aparente, foi evitada em 1293 pela rainha-consorte, Isabel de Portugal, que casou com Dinis, em 1281, e foi canonizada pelas suas muitas virtudes, no século XVI. Andava entre os vários campos hostis, e conseguiu arranjar um paz honrável entre o seu marido e o seu filho.
Estas guerras eram demasiado breves para interferir seriamente na reconstrução social, à qual o rei dedicou-se. A sua adesão não foi homogénea, foi um processo longo os povos constituintes, "mouros e Mozárabes do sul, os Galegos do norte, judeus e estrangeiros cruzados" poderiam ser fundidos numa nacionalidade. O rei D. Dinis ordenou a construção de numerosos castelos, criou novas cidades, e concedeu privilégios a várias cidades. O processo de fixação do sul e algumas regiões do interior do norte português, realizado pelos seus antecessores, teve um grande desenvolvimento no seu reinado e as novas terras foram povoadas. Havia também os urgentes problemas económicos a serem resolvidos. Os mouros fizeram do Alentejo o celeiro de Portugal, mas a guerra tinha desfeito o seu trabalho, e grandes extensões de terra eram agora áridas e despovoadas. O comércio e a educação tinham igualmente sido subordinadas à luta nacional existente. A administração estava ultrapassada e complicada pela autoridade dos tribunais feudais e eclesiásticos. A supremacia da Coroa, embora reconhecida, ainda era instável. Foi Dinis, que iniciou as reformas necessárias. Ganhou o título de o Rei Lavrador ou "Rei agricultor" pela introdução de métodos melhores de cultivo e fundado escolas agrícolas. Incentivou o comércio marítimo através da negociação de um tratado comercial com a Inglaterra (1294) e formou uma armada real (1317), sob o comando de um almirante Genovês chamado Emanuele Pessagno (Manuel Pessanha). Em 1290, fundou a Universidade de Coimbra, que começou em Lisboa, e foi transferida para Coimbra em 1308 e mudou-se definitivamente em 1537. Era um poeta e patrono da literatura e da música, proclamando o português língua oficial do estado. As suas reformas administrativas principais foram projetadas para proteger o governo centralizado e limitar a jurisdição dos tribunais feudais. Incentivou e nacionalizou as ordens militares. Em 1290, os cavaleiros portugueses da Ordem de Santiago foram definitivamente separados da Ordem primária castelhana. Os Cavaleiros Hospitalários em Portugal e a Ordem de são Bento de Avis já tinham sido estabelecidas, as datas tradicionais da sua incorporação são 1113 e 1146. Após a condenação dos Templários pelo Papa Clemente V (1312), uma comissão eclesiástica investigou as acusações contra o ramo português da ordem, e descobriram a seu favor. Como os Templários eram ricos, influentes e leais, Dinis aproveitou a morte de Clemente V para manter a ordem sob um novo nome; a Ordem de Cristo, como foi agora a diante chamada, recebeu a bênção do Papa em 1319 e, posteriormente, desempenhou um papel importante na expansão colonial de Portugal.

## Afonso IV
Afonso IV aderiu à política matrimonial iniciada por D. Dinis. Planeou que sua filha Maria devia casar com Afonso XI de Castela (1328), mas o casamento precipitou uma guerra que se destinava a evitar, e a paz só foi restaurada (1330) após a Rainha Isabel ter novamente intervindo. Pedro, o herdeiro, casou-se com Constança, filha do Duque de Peñafiel (perto de Valladolid), e Afonso IV trouxe um exército forte português para auxiliar os Castelhanos contra os mouros de Granada e os seus aliados Africanos. Na conquista pelos cristãos nas margens do rio Salado, perto de Tarifa, ganhou o título de Afonso, o Bravo (1340). Em 1347, deu a sua filha Leonor um casamento com Pedro IV de Aragão. Os últimos anos do seu reinado foram escurecidos pela tragédia de Inês de Castro. Morreu em 1357, e o primeiro ato do seu sucessor, Pedro I de Portugal, foi vingar-se dos assassinos de Inês.

## Pedro I

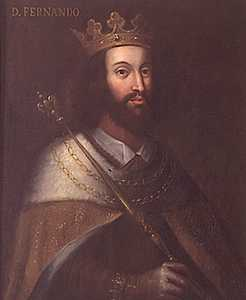
D. Fernando I de Portugal.

Pedro particularmente extravagante foi o administrador da justiça, que sempre fez em pessoa, e com uma enorme crueldade. Durante o seu reinado reforçou que o governo central, em detrimento da aristocracia e da Igreja, por uma imposição severa da lei e da ordem. Em 1361, nas Cortes de Elvas, foi deliberado que os privilégios do clero só devem ser considerados válidos, desde que não entrem em conflito com a prerrogativa real. Pedro manteve relações de amizade com Inglaterra, onde, em 1352, Eduardo III emitiu uma proclamação em favor dos comerciantes portugueses, e em 1353 Portugal enviou Afonso Martins Alho assinar um convénio com os mercadores de Londres, garantindo boa-fé mútua em todas as transações comerciais.
A política externa do Dinis, Afonso IV e D. Pedro I tinha sido, em regra, bem sucedida no seu principal objetivo, a preservação da paz com os reinos cristãos da Península Ibérica; em consequência, os portugueses tinham prosperado culturalmente. Apoiaram a monarquia, porque era uma instituição nacional, hostis à tirania dos nobres e do clero. Durante o reinado de Fernando (1367-1383) e sob a regência de Leonor, a dinastia governante deixou de representar a vontade nacional; o povo português, por conseguinte, terminou a dinastia e escolheu o seu próprio governante. O complexo de eventos que levaram a esta crise pode ser brevemente resumido.

## D. Fernando I
D. Fernando I, conhecido pela sua política inconstante, reivindicou o trono de Leão e Castela, deixado vago pela morte de D. Pedro de Castela (1369); baseou a sua afirmação no fato de que a sua avó Beatriz (1367-1385) pertencia à linha legitima de Castela. Quando a maioria dos nobres Castelhanos se recusou a aceitar uma soberania portuguesa, e acolheram Henrique II de Castela, o ilegítimo meio irmão do anterior rei. Fernando aliou-se com os mouros e Aragoneses; mas em 1371, o Papa Gregório XI interveio, e foi decidido que Fernando devia renunciar à sua pretensão e casar-se com Leonor, filha de seu rival.
Fernando, no entanto, preferiu a senhora portuguesa D. Leonor Telles de Menezes, e casaram-se eventualmente. Para vingar esta afronta, Henrique de Castela invadiu Portugal e cercou Lisboa. Fernando apelou a João de Gante, que também reivindicou o trono de Castela, em nome de sua esposa, a Infanta D. Constança de Castela, filha de Pedro de Castela. Uma aliança entre Portugal e Inglaterra, foi concluída; e, apesar de Fernando fazer as pazes com Castela, em 1374, renovou a sua reclamação em 1380, após a morte do infante D. Henrique de Castela, e enviou João Fernandes Andeiro, conde de Ourém, para manter a ajuda inglesa. Em 1381, Ricardo II da Inglaterra enviou uma força poderosa para Lisboa, e o seu primo, o Príncipe Edward desposou Beatriz, única filha de Fernando, que tinha sido reconhecida como herdeira ao trono pelas Cortes de Leiria (1376). Em 1383, Fernando fez a paz com João I de Castela, em Salvaterra, abandonando os seus aliados ingleses, que retaliou devastando parte de seu território. Pelo Tratado de Salvaterra, foi acordado que Beatriz deveria casar com João I. Seis meses depois, Fernando morreu, e em conformidade com os termos do tratado, Leonor tornou-se regente, até que o filho mais velho de D. João I e Beatriz, fosse maior de idade.

## Interregno Português
Leonor tinha um relacionamento com o conde de Ourém, que envolveu-se em várias intrigas com Inglaterra e Castela e cuja influência foi sentida pelos líderes da aristocracia, enquanto também despertou a rebelião da oposição. Os inconformados escolheram D. João, mestre de Avis e filho ilegítimo de Pedro I como líder, organizou uma revolta em Lisboa e assassinou o conde de Ourém dentro do palácio real (6 de dezembro de 1383). Leonor fugiu para Santarém e convocou a ajuda de Castela, enquanto D. João foi proclamado Regedor e Defensor do Reino. Em maio de 1384 um exército Castelhano invadiu Lisboa, mas encontrou uma resistência heróica e depois de cinco meses, um surto de peste obrigou-os a levantar o cerco. João I de Castela, ao descobrir ou alegar que Leonor tinha traçado um plano para envenená-lo, aprisionou-a num convento de Tordesilhas, onde veio a morrer em 1386.
Em abril de 1384, antes do cerco a Lisboa, Nuno Álvares Pereira, nomeado fronteiro do Alentejo pelo mestre de Avis, venceu os castelhanos na batalha dos Atoleiros.
Este período que vai de 1383-85 é conhecido por crise de 1383-1385.

## João I

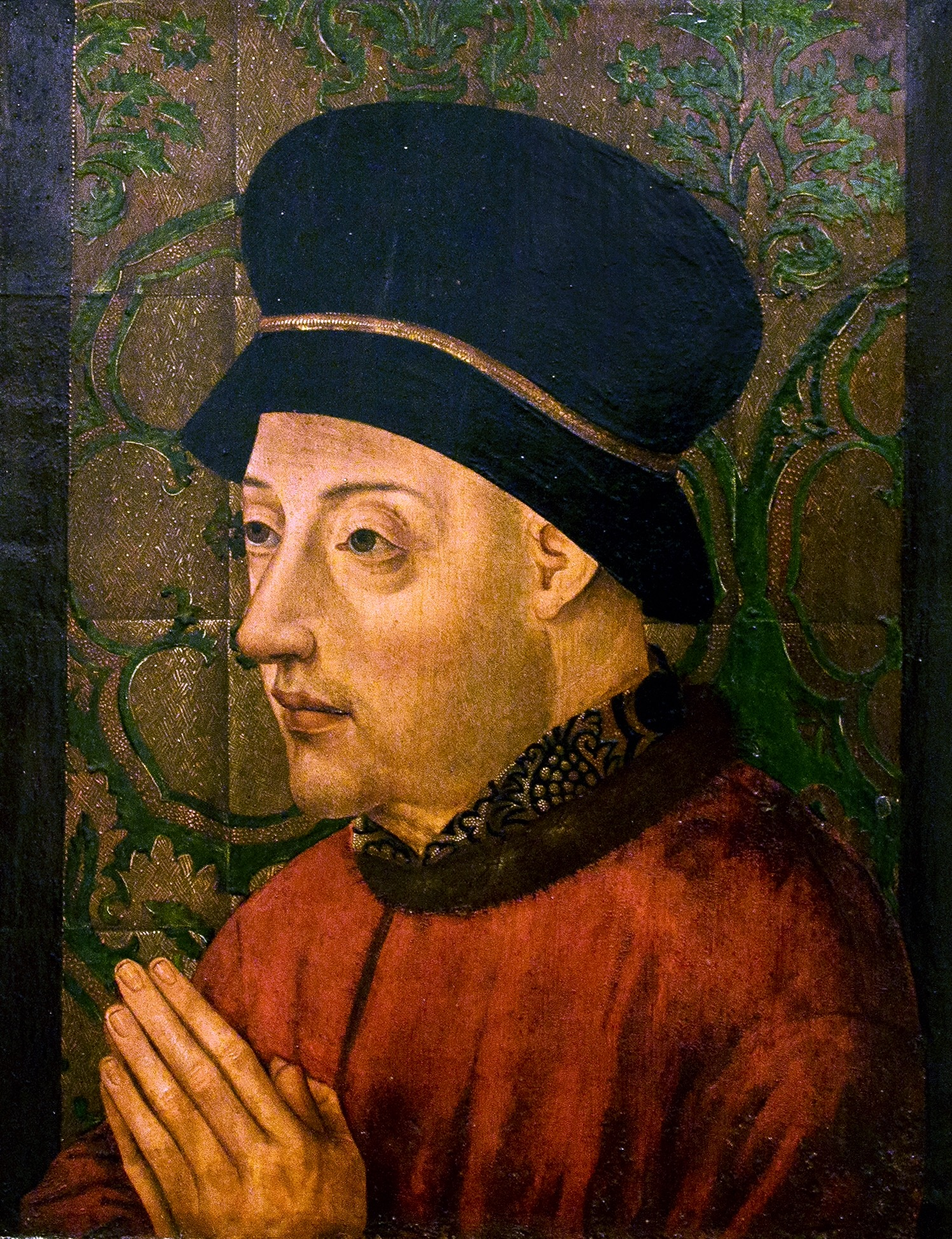
D. João I

A 16 de abril de 1385, João das Regras mostrou nas Cortes montadas em Coimbra, que tinham o direito de escolher João de Avis como seu novo rei. João, em seguida, foi eleito rei de Portugal. Um dos eventos mais importantes na história do cortes portugueses foi as Cortes de Coimbra, o que, definitivamente, afirmou o caráter nacional da monarquia. A escolha do grão-mestre de Avis, ratificou a antiga aliança entre a Coroa e as ordens militares; a sua eleição por todas as Cortes não apenas ratificou a aliança entre a Coroa e os comuns, mas também incluiu os nobres e a Igreja.
Fernando tinha sido a último descendente legítimo do conde Henrique de Borgonha. Com D. João I começou o reinado de uma nova dinastia, a Casa de Avis. A questão mais urgente que o rei enfrentou, ou o grupo de homens de estado, liderado por João das Regras e o condestável, que inspirou a sua política foi a ameaça da agressão Castelhana.
Em maio de 1385, os nobres da Beira, organizaram-se contra os invasores e venceram a batalha de Trancoso.
João de Castela marchou em Portugal com um grande exército depois da derrota anterior. Mas a 14 de agosto, os Portugueses, com desvantagem, auxiliado por 100 arqueiros ingleses e outros soldados ingleses, derrotou totalmente os Castelhanos e os seus aliados franceses em Aljubarrota. Por esta vitória, os portugueses mostraram-se iguais em poder militar para os seus rivais mais fortes na Península.
Em outubro daquele ano, o condestável invadiu Castela e conquistou outra vitória em Valverde. No início do ano seguinte, João de Gaunt e 5.000 reforços ingleses chegaram para ajudar João I. Juntos, eles lançaram uma contra-invasão de Castela, mas a campanha foi abortada. Pelo Tratado de Windsor (9 de Maio de 1386), a aliança entre Portugal e Inglaterra foi confirmada e estendida. Contra uma tal combinação, os Castelhanos foram impotentes. 
Um tratado foi organizado em 1393 e renovado em intervalos de tempo até que a paz foi concluída com o Tratado de Ayllón, em 1411.

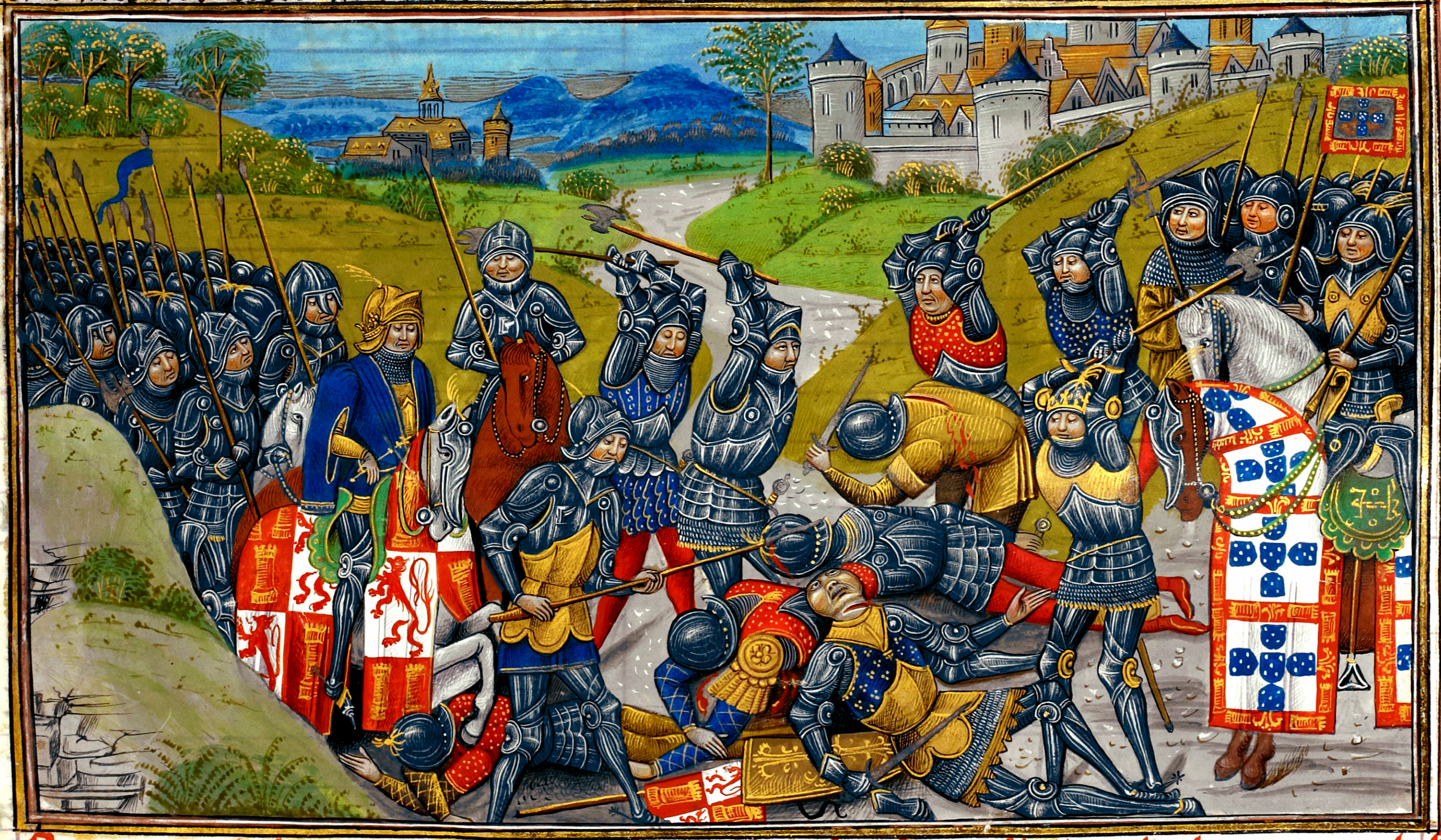
Uma representação da Batalha de Aljubarrota.

Dinis, filho Pedro I e de Inês de Castro, reclamou o trono português e invadiu Portugal em 1397, quebrando as tréguas de 1393, mas as suas tropas foram facilmente esmagadas. 
A política interna e externa, seguida por D. João I até a sua morte, em 1433 pode ser brevemente descrita. Internamente, tratou da reforma da administração, para encorajar a agricultura e o comércio, e para garantir a fidelidade dos nobres por doações de terras e privilégios tão extensa que, para o fim de seu reinado, muitos nobres pelos quais tinha exercido o seu pleno feudalismo, tinham-se tornado quase príncipes independentes. No exterior, a ele foi destinado a paz com Castela e a amizade com a Inglaterra. Em 1387 casou-se com Filipa de Lancaster, filha de João de Gante; Henrique IV, Henrique V, Henrique VI de Inglaterra, sucessivamente, ratificaram o tratado de Windsor; Henrique IV fez o seu aliado, um cavaleiro da Jarreteira em 1400.

### Início do Império português
As Cortes de Coimbra, a batalha de Aljubarrota e o tratado de Windsor marcaram as três etapas finais na consolidação da monarquia. Um período de expansão ultramarina começou no mesmo reinado, com a conquista de Ceuta, em Marrocos. Os três filhos mais velhos do Rei D. João I e da Rainha Filipa de Lencastre, Duarte, Pedro de Portugal, 1.º Duque de Coimbra e Henrique (posteriormente conhecido como o Infante D. Henrique) desejaram ganhar o título de cavaleiros ao serviço contra os mouros, o histórico inimigos do seu país e da sua crença. Em 1415 uma frota portuguesa, comandada pelo rei e os três príncipes, partiu para Ceuta. A cidade foi capturada e guarnecida, e, assim, o primeiro posto avançado português foi estabelecida no continente de África.

## Bandeiras de Portugal durante a Idade Média
Cinco bandeiras diferentes foram utilizadas durante o período de 1139 até 1415. Como podemos ver a seguir, elas evoluíram ao longo do tempo a partir de uma simples cruz azul, em campo branco, para um projeto complexo, envolvendo uma borda vermelha com muitas formas diferentes.

Bandeira desde 1095, usado até 1143
Bandeira de 1143 até 1185
Bandeira de 1185 até 1248
Bandeira de 1248 até 1385
Bandeira após 1385, usado até 1485